# Concours Eurovision de la chanson 1974
- Pays participants
- Pays ayant participé dans le passé

Luxembourg 1973 Stockholm 1975
Le Concours Eurovision de la chanson 1974 fut la dix-neuvième édition du concours. Il se déroula le samedi 6 avril 1974, à Brighton, au Royaume-Uni.  Il fut remporté par la Suède, avec la chanson Waterloo, interprétée par ABBA. L'Italie termina deuxième et les Pays-Bas, troisième.

## Organisation
Le Luxembourg, qui avait remporté et déjà organisé l'édition 1973, ne put se charger de l’organisation de l’édition 1974, faute de budget. Ce fut finalement la BBC qui s'offrit pour organiser le concours.
Pour la toute première fois, les vidéos de promotion des chansons sélectionnées furent présentées lors d’une émission spéciale, diffusée simultanément dans la plupart des pays participants. Cette émission, intitulée Auftakt für Brighton (Prélude à Brighton), fut coordonnée par l’ARD, la télévision publique allemande, et présentée par Karin Tietze-Ludwig.

## Pays participants
Dix-sept pays participèrent au dix-neuvième concours. La Grèce fit ses débuts.
L'ORTF avait sélectionné la chanson La Vie à 25 Ans, interprétée par Dani pour représenter la France. Cependant, le décès inopiné du président Georges Pompidou, le mardi 2 avril 1974, entraîna le retrait du pays. En effet, les obsèques du président avaient lieu le jour même du concours, le samedi 6 avril 1974. Pour les mêmes raisons, Anne-Marie David, la gagnante de l'année précédente, ne put se déplacer à Brighton pour remettre la médaille du grand prix. Le concours fut finalement diffusé en différé en France, 3 jours plus tard, le mardi 9 avril 1974, avec le commentaire de Pierre Tchernia.

## Format

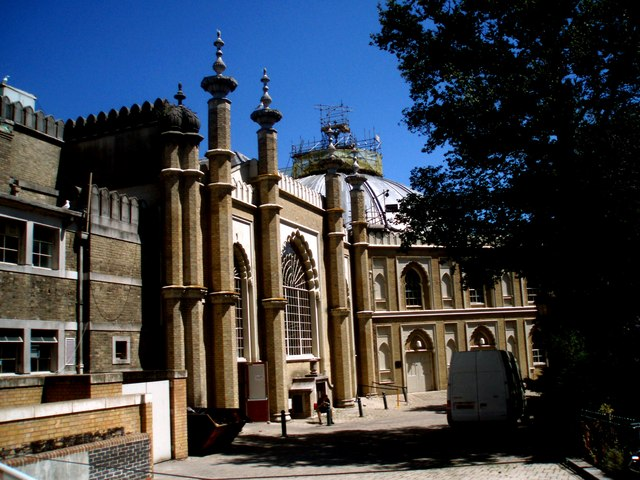
Le Dome, à Brighton.

Le concours eut lieu au Dome, à Brighton, une salle de concert faisant partie d'un complexe artistique, édifié à partir de 1805.
L’orchestre était dans une fosse, au pied de la scène ; le tableau de vote et le pupitre du superviseur, à droite de la scène. La scène elle-même était composée d'un décor de panneaux aux formes organiques et incurvées, de couleur neutre. Le fond de la scène se composait d'un rideau de bandes pailletées. Plusieurs marches, une fosse et un podium donnaient du relief au décor. Les panneaux étaient bordés d'ampoules nues. Durant les prestations, des spots de couleur permettaient de donner à la scène des ambiances différentes, essentiellement bleutées, rosées et orangées.
Le programme dura près d'une heure et cinquante minutes.

## Vidéo introductive et cartes postales
La vidéo introductive retraça brièvement l'histoire de la ville de Brighton, du XIXe siècle à nos jours, au moyen de cartes postales, de photos et de vidéos. S'ensuivirent quelques vues touristiques de la cité balnéaire. La caméra montra ensuite la salle, les cabines des commentateurs, le tableau de vote, la scène et finalement l’orchestre.
Les cartes postales commencèrent par des vues touristiques des pays participants. Elles montrèrent ensuite les artistes, donnant des interviews, répétant sur la scène du Dome et se promenant dans Brighton.

## Déroulement
La présentatrice de la soirée fut Katie Boyle. Elle officia pour la quatrième fois, après avoir présenté les éditions 1960, 1963 et 1968, un record dans l’histoire du concours. Elle s'adressa aux téléspectateurs en anglais et en français, rencontrant quelques difficultés avec cette dernière langue à la fin de la retransmission.
 Durant les répétitions apparut un problème vestimentaire majeur. La robe couleur saumon que Katie Boyle s'était choisie était trop ajustée. Sous l'éclairage violent, elle laissait transparaître les sous-vêtements de la présentatrice. Le costumier de la BBC ne parvint pas à rendre la robe opaque. Quelques minutes avant le début du concours, Katie Boyle se résolut à enlever ses sous-vêtements. Elle monta donc sur scène, nue sous la fameuse robe, mais se sentit particulièrement mal à l'aise durant toute la retransmission.
L'orchestre était dirigé par Ronnie Hazlehurst.

## Chansons
Dix-sept chansons concoururent pour la victoire.
La représentante britannique n'était autre qu'Olivia Newton-John. La chanteuse avait déjà rencontré quelques succès en Australie, son pays d'adoption, au Royaume-Uni et aux États-Unis. Le choix de sa chanson fut décidé par les téléspectateurs britanniques, qui purent voter par courrier parmi six titres proposés. Ils se décidèrent finalement pour Long Live Love, un hymne à l'Armée du salut . Olivia Newton-John, qui aurait préféré interpréter une ballade, se montra particulièrement mécontente de ce choix. Elle se montra pourtant professionnelle jusqu'au bout et termina à la quatrième place. Quatre ans plus tard, elle tournait dans Grease et devenait une star planétaire.

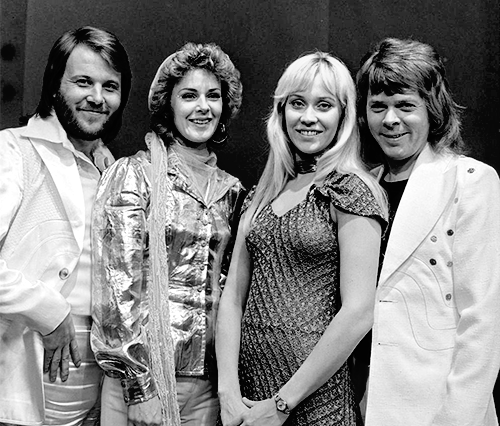
Le groupe ABBA, en 1974.

Les représentants suédois, le groupe ABBA, encore inconnus à l’époque, avaient déjà participé l’année précédente à la sélection suédoise, avec Ring, Ring. Ils avaient alors terminé troisième. En 1974, ils décidèrent de retenter leur chance, non sans longuement hésiter sur le choix de leur chanson. Après avoir envisagé un temps Hasta Mañana, ils se décidèrent finalement pour Waterloo, car cette dernière permettait à chaque membre du groupe de se faire entendre. Sur scène, ils portèrent des costumes inspirés par le glam rock.
Les représentants néerlandais, Mouth & MacNeal, avaient déjà remporté plusieurs grands succès commerciaux. Ils se firent remarquer par leur look de hippies, leur orgue à marionnettes et leur prestation haute en couleur. Ils terminèrent sur la troisième marche du podium.
La représentante irlandaise, Tina Reynolds, avait été victime d’un grave accident de la route. Sa mémoire lui jouant des tours, elle eut peur d'oublier les paroles de sa chanson, durant sa prestation. Elle les écrivit donc sur main. Mais l’encre finit par s’en aller, la laissant désemparée. Elle parvint pourtant à chanter Cross Your Heart, sans erreur.
La chanson portugaise E depois do adeus passa à l'histoire comme la seule chanson du concours à avoir lancé une révolution. Elle fut en effet employée comme signal de départ du coup militaire qui renversa la dictature portugaise alors en place, lors de la révolution des Œillets.
La chanson italienne suscita la controverse dans son propre pays. L’Italie était alors en pleine campagne électorale, dans le cadre d’un référendum fixé au mois de mai 1974. Les Italiens devaient se prononcer pour ou contre l'abrogation de la loi permettant le divorce. Les censeurs de la télévision publique italienne estimèrent que Sì (Oui) pourrait être accusée d’envoyer des messages subliminaux, voire d’être une propagande  pour influencer les électeurs. La chanson ne fut diffusée par la RAI qu’après le référendum. Celui-ci se conclut par la victoire du non et le maintien de la loi sur le divorce.

## Chefs d'orchestre
| Ossi Runne     | Nick Ingman           | Rafael Ibarbia    | Frode Thingnæs | George Catsaros    | Yonatan Rechter |
| -------------- | --------------------- | ----------------- | -------------- | ------------------ | --------------- |
| - Finlande     | - Royaume-Uni         | - Espagne         | - Norvège      | - Grèce            | - Israël        |
| Zvonimir Škerl | Sven-Olof Walldoff    | Charles Blackwell | Raymond Donnez | Pierre Chiffre     | Harry van Hoof  |
| - Yougoslavie  | - Suède               | - Luxembourg      | - Monaco       | - Belgique         | - Pays-Bas      |
| Colman Pearce  | Werner Scharfenberger | Pepe Ederer       | José Calvário  | Gianfranco Monaldi |                 |
| - Irlande      | - Allemagne           | - Suisse          | - Portugal     | - Italie           |                 |

Le chef d'orchestre suédois, Sven-Olof Walldoff, se fit particulièrement remarquer. Il monta sur scène, déguisé en Napoléon, afin d'illustrer le thème de la chanson Waterloo.

## Entracte
Le spectacle d'entracte fut un clip vidéo. Celui-ci mit en scène les Wombles, personnages d’une émission de télévision pour enfants de la BBC ayant l'apparence de souris anthropomorphes. Les Wombles interprétèrent leur chanson, Remember You’re A Womble, tout en déambulant dans Brighton, à la rencontre des enfants de la ville. Une séquence les montra parcourant la rade de la ville en hors-bord. À la fin de la vidéo, un Womble monta sur scène, brandissant une pancarte « Vote for the Wombles ». Il offrit une rose à la présentatrice, Katie Boyle, qui s’exclama : « Well, of course, I’ll never forget I’m a Womble now ! »

## Coulisses
Durant le vote, la caméra fit plusieurs gros plans sur les artistes. Apparurent notamment Gigliola Cinquetti, ABBA et Maggie MacNeal.

## Vote
Le vote fut décidé entièrement par un panel de jurys nationaux.
Le système de vote fut à nouveau modifié, l’UER décidant d’en revenir au système employé pour la dernière fois en 1970. Les jurys se composaient à nouveau de dix personnes. Chaque juré attribuait un vote à la chanson qu'il estimait la meilleure. Les votes des jurés étaient ensuite additionnés, chaque jury national attribuant finalement dix votes. Les différents jurys furent contactés par téléphone, selon un ordre déterminé par tirage au sort, une première dans l’histoire du concours.
Avant le début du vote, Katie Boyle expliqua deux autres règles. Premièrement, les jurys devaient tenir leurs délibérations, loin de tout poste de radio ou de télévision. Ils ne pouvaient ni voir le tableau de vote, ni entendre les résultats des autres jurys. Deuxièmement, si la communication avec un des jurys était perdue, celui-ci serait rappelé à la fin du vote. S'il était impossible de rétablir la communication à ce moment, les votes du jury concerné seraient considérés comme nuls et non avenus.
Le superviseur délégué sur place par l'UER fut Clifford Brown.
La Suède mena du début jusqu'à la fin.

## Résultats
Ce fut la première victoire de la Suède.
Pour la toute première fois, un pays remporta le concours dans une langue autre qu'une de ses langues nationales. Parallèlement ce fut également par la défaite de la Norvège qu'une chanson en anglais termina à la dernière place pour la toute première fois.
ABBA reçut la médaille du grand prix, des mains de Sir Charles Curran (en), directeur général de la British Broadcasting Corporation et président de l’UER.
Waterloo rencontra par la suite un très grand succès commercial et fut le premier vainqueur du concours à entrer dans le Top 10 du Billboard américain. Ce fut également le point de départ d'une formidable carrière pour ABBA. En 2005, lors de l'émission spéciale Congratulations, Waterloo fut élue meilleure chanson à jamais avoir été présentée au concours.
Ce fut enfin la dernière fois dans l'histoire du concours que quatre pays terminèrent à la dernière place.
| Ordre | Pays          | Artiste(s)                              | Chanson                                                          | Langue       | Place | Points |
| ----- | ------------- | --------------------------------------- | ---------------------------------------------------------------- | ------------ | ----- | ------ |
| 01    | Finlande      | Carita                                  | Keep Me Warm                                                     | Anglais      | 13    | 4      |
| 02    | Royaume-Uni H | Olivia Newton-John                      | Long Live Love                                                   | Anglais      | 4     | 14     |
| 03    | Espagne       | Peret                                   | Canta y sé feliz                                                 | Espagnol     | 9     | 10     |
| 04    | Norvège       | Anne-Karine Strøm & Bendik Singers (en) | The First Day of Love                                            | Anglais      | 14    | 3      |
| 05    | Grèce         | Marinella                               | Krasí, thálassa ke t'agóri mou (Κρασί, θάλασσα και τ' αγόρι μου) | Grec         | 11    | 7      |
| 06    | Israël        | Kaveret (en)                            | Natati La Khayay (נתתי לה חיי)                                   | Hébreu       | 7     | 11     |
| 07    | Yougoslavie   | Korni Grupa (en)                        | Moja generacija                                                  | Serbo-croate | 12    | 6      |
| 08    | Suède         | ABBA                                    | Waterloo                                                         | Anglais      | 1     | 24     |
| 09    | Luxembourg T  | Ireen Sheer                             | Bye Bye I Love You                                               | Français     | 4     | 14     |
| 10    | Monaco        | Romuald                                 | Celui qui reste et celui qui s'en va                             | Français     | 4     | 14     |
| 11    | Belgique      | Jacques Hustin                          | Fleur de liberté                                                 | Français     | 9     | 10     |
| 12    | Pays-Bas      | Mouth & MacNeal                         | I See a Star                                                     | Anglais      | 3     | 15     |
| 13    | Irlande       | Tina Reynolds                           | Cross Your Heart                                                 | Anglais      | 7     | 11     |
| 14    | Allemagne     | Cindy & Bert                            | Die Sommermelodie                                                | Allemand     | 14    | 3      |
| 15    | Suisse        | Piera Martell                           | Mein Ruf nach dir                                                | Allemand     | 14    | 3      |
| 16    | Portugal      | Paulo de Carvalho                       | E depois do adeus                                                | Portugais    | 14    | 3      |
| 17    | Italie        | Gigliola Cinquetti                      | Sì                                                               | Italien      | 2     | 18     |

## Anciens participants
| Artiste            | Pays    | Année(s) précédente(s)          |
| ------------------ | ------- | ------------------------------- |
| Bendik Singers     | Norvège | 1973                            |
| Gigliola Cinquetti | Italie  | 1964 (vainqueur)                |
| Romuald            | Monaco  | 1964, 1969 (pour le Luxembourg) |

## Tableau des votes
| Drapeau de la Finlande | Drapeau du Royaume-Uni                            | Drapeau de l'Espagne | Drapeau de la Norvège | Drapeau de la Grèce | Drapeau d’Israël | Drapeau de la République fédérative socialiste de Yougoslavie | Drapeau de la Suède | Drapeau du Luxembourg | Drapeau de Monaco | Drapeau de la Belgique | Drapeau des Pays-Bas | Drapeau de l'Irlande | Drapeau de l'Allemagne | Drapeau de la Suisse | Drapeau du Portugal | Drapeau de l'Italie | Total |   |    |
| Pays                   | Finlande                                          |                      | 1                     | –                   | –                | –                                                             | 2                   | –                     | –                 | –                      | –                    | –                    | –                      | 1                    | –                   | –                   | –     | – | 4  |
| Pays                   | Royaume-Uni                                       | 1                    |                       | –                   | –                | 1                                                             | –                   | 4                     | –                 | –                      | –                    | 1                    | –                      | 1                    | 2                   | 1                   | –     | 3 | 14 |
| Pays                   | Espagne                                           | –                    | –                     |                     | 2                | –                                                             | –                   | –                     | –                 | 1                      | 3                    | –                    | 1                      | –                    | 1                   | –                   | 2     | – | 10 |
| Pays                   | Norvège                                           | –                    | –                     | –                   |                  | –                                                             | –                   | –                     | 1                 | –                      | 1                    | 1                    | –                      | –                    | –                   | –                   | –     | – | 3  |
| Pays                   | Grèce                                             | –                    | –                     | –                   | –                |                                                               | –                   | –                     | 2                 | –                      | –                    | –                    | 4                      | –                    | –                   | –                   | 1     | – | 7  |
| Pays                   | Israël                                            | –                    | 2                     | –                   | –                | –                                                             |                     | –                     | 1                 | –                      | –                    | –                    | 2                      | 1                    | –                   | –                   | 2     | 3 | 11 |
| Pays                   | Yougoslavie                                       | 1                    | –                     | 1                   | –                | –                                                             | –                   |                       | –                 | –                      | –                    | 1                    | –                      | –                    | –                   | –                   | 1     | 2 | 6  |
| Pays                   | Suède                                             | 5                    | –                     | 1                   | 2                | –                                                             | 2                   | 1                     |                   | 1                      | –                    | –                    | 3                      | 1                    | 2                   | 5                   | 1     | – | 24 |
| Pays                   | Luxembourg                                        | –                    | –                     | 1                   | –                | 1                                                             | 2                   | 2                     | –                 |                        | 1                    | 1                    | –                      | 3                    | 1                   | –                   | –     | 2 | 14 |
| Pays                   | Monaco                                            | –                    | –                     | 2                   | 1                | –                                                             | 1                   | –                     | 1                 | 2                      |                      | 2                    | –                      | 1                    | 2                   | 1                   | 1     | – | 14 |
| Pays                   | Belgique                                          | –                    | –                     | –                   | 2                | 5                                                             | –                   | –                     | –                 | 3                      | –                    |                      | –                      | –                    | –                   | –                   | –     | – | 10 |
| Pays                   | Pays-Bas                                          | 1                    | –                     | –                   | 1                | 2                                                             | 1                   | 3                     | 3                 | –                      | –                    | 1                    |                        | 1                    | 1                   | –                   | 1     | – | 15 |
| Pays                   | Irlande                                           | –                    | 1                     | 2                   | 2                | –                                                             | 1                   | –                     | 2                 | 2                      | 1                    | –                    | –                      |                      | –                   | –                   | –     | – | 11 |
| Pays                   | Allemagne                                         | –                    | –                     | –                   | –                | 1                                                             | –                   | –                     | –                 | –                      | –                    | 1                    | –                      | –                    |                     | 1                   | –     | – | 3  |
| Pays                   | Suisse                                            | –                    | 1                     | –                   | –                | –                                                             | –                   | –                     | –                 | –                      | –                    | 1                    | –                      | –                    | 1                   |                     | –     | – | 3  |
| Pays                   | Portugal                                          | –                    | –                     | 1                   | –                | –                                                             | –                   | –                     | –                 | –                      | –                    | –                    | –                      | –                    | –                   | 2                   |       | – | 3  |
| Pays                   | Italie                                            | 2                    | 5                     | 2                   | –                | –                                                             | 1                   | –                     | –                 | 1                      | 4                    | 1                    | –                      | 1                    | –                   | –                   | 1     |   | 18 |
| Pays                   | Le tableau suit l'ordre de passage des candidats. |                      |                       |                     |                  |                                                               |                     |                       |                   |                        |                      |                      |                        |                      |                     |                     |       |   |    |

## Télédiffuseurs
| Ordre de vote | Pays        | Télédiffuseur(s)        | Commentateur(s)     | Porte-parole          |
| ------------- | ----------- | ----------------------- | ------------------- | --------------------- |
| 09            | Allemagne   | ARD Deutsches Fernsehen | Frank Elstner       | ?                     |
| 16            | Belgique    | RTB                     | Georges Désir       | André Hagon           |
| 16            | Belgique    | BRT                     | Herman Verelst      | André Hagon           |
| 13            | Espagne     | TVE1                    | José Luis Uribarri  | Antolin Garcia        |
| 01            | Finlande    | YLE TV1                 | Matti Paalosmaa     | Aarre Elo             |
| 07            | Grèce       | EIRT                    | Mako Georgiadou     | Irini Gavala          |
| 08            | Irlande     | Radio Éirann            | Liam Devally        | Brendan Balfe         |
| 08            | Irlande     | RTÉ Television          | Mike Murphy         | Brendan Balfe         |
| 03            | Israël      | Télévision Israélienne  | pas de commentateur | Yitzhak Shim'oni      |
| 17            | Italie      | Secondo Programma       | Rosanna Vaudetti    | Anna Maria Gambineri  |
| 02            | Luxembourg  | RTL Télé-Luxembourg     | Jacques Navadic     | ?                     |
| 14            | Monaco      | Télé Monte Carlo        | Pierre Tchernia     | Sophie Hecquet        |
| 04            | Norvège     | NRK                     | John Andreassen     | Sverre Christophersen |
| 04            | Norvège     | NRK P1                  | Erik Heyerdahl      | Sverre Christophersen |
| 11            | Pays-Bas    | Nederland 1             | Willem Duys         | Dick van Bommel       |
| 10            | Portugal    | RTP1                    | Artur Agostinho     | Henrique Mendes       |
| 05            | Royaume-Uni | BBC1                    | David Vine          | Colin-Ward Lewis      |
| 05            | Royaume-Uni | BBC Radio 2             | Terry Wogan         | Colin-Ward Lewis      |
| 12            | Suède       | SR TV1                  | Johan Sandström     | Sven Lindahl          |
| 12            | Suède       | SR P3                   | Ursula Richter      | Sven Lindahl          |
| 15            | Suisse      | TSR                     | Georges Hardy       | Alexandre Burger      |
| 15            | Suisse      | TV DSR                  | Theodor Haller      | Alexandre Burger      |
| 15            | Suisse      | TSI                     | Giovanni Bertini    | Alexandre Burger      |
| 06            | Yougoslavie | TVB1                    | Milovan Ilić        | Helga Vlahović        |
| 06            | Yougoslavie | TVZ2                    | Oliver Mlakar       | Helga Vlahović        |
| 06            | Yougoslavie | TVL1                    | Tomaž Terček        | Helga Vlahović        |

Le concours fut retransmis en direct, par câble et par satellite dans 32 pays.